# José Cesário de Miranda Ribeiro (neto)
José Cesário de Miranda Ribeiro (Juiz de Fora, 1854 — Niterói, 26 de abril de 1907) foi um advogado e político brasileiro.
Neto de José Cesário de Miranda Ribeiro, o visconde de Uberaba.
Foi presidente da província do Paraná, de 9 de fevereiro a 30 de junho de 1888.